# Plaza Shoping Carapicuíba
O Plaza Shopping Carapicuíba é um shopping center localizado na cidade de Carapicuíba, na Região Metropolitana de São Paulo, inaugurado em 27 de outubro de 2016. É voltado para todos os públicos Zona Oeste da Grande São Paulo, numa área de influência de mais de 500 mil habitantes, estima-se que circula 40 mil pessoas ao dia.
O shopping tem 5 pavimentos, conta com 216 lojas-satélites e 6 lojas-âncoras, 2 restaurante, 23 operações de Fast-food incluindo as principais redes nacionais e internacionais como: McDonald's, Burger King, Subway, Spoleto, Montana Grill, Divino Fogão, Giraffas, Griletto, Youburger e outras, bem como Estação Mercadão, uma loja que serve as porções e os lanches mais tradicionais do Mercado Municipal de São Paulo. Uma praça de alimentação com 1.100 assentos, estacionamento coberto com mais de 1087 vagas, um amplo cinema da rede Cinépolis contendo 5 salas (3 delas são de tecnologia 3D). Os brinquedos e games do Fantasy Park, em um espaço de mais de 900 m², também são grandes atrativos para as crianças e adolescentes.
Construído pelo empresário João Batista Costa, presidente do Grupo Del Rey, com mais de 35 anos atuando na área e idealizador do centro de compras, o Plaza Shopping Carapicuíba está inserido no coração do município e é acessível pelas principais vias do estado: Rodoanel Mário Covas (SP-021), Rodovia Castelo Branco (SP-280) e Rodovia Raposo Tavares (SP-270).